# گابن ایرلاینز

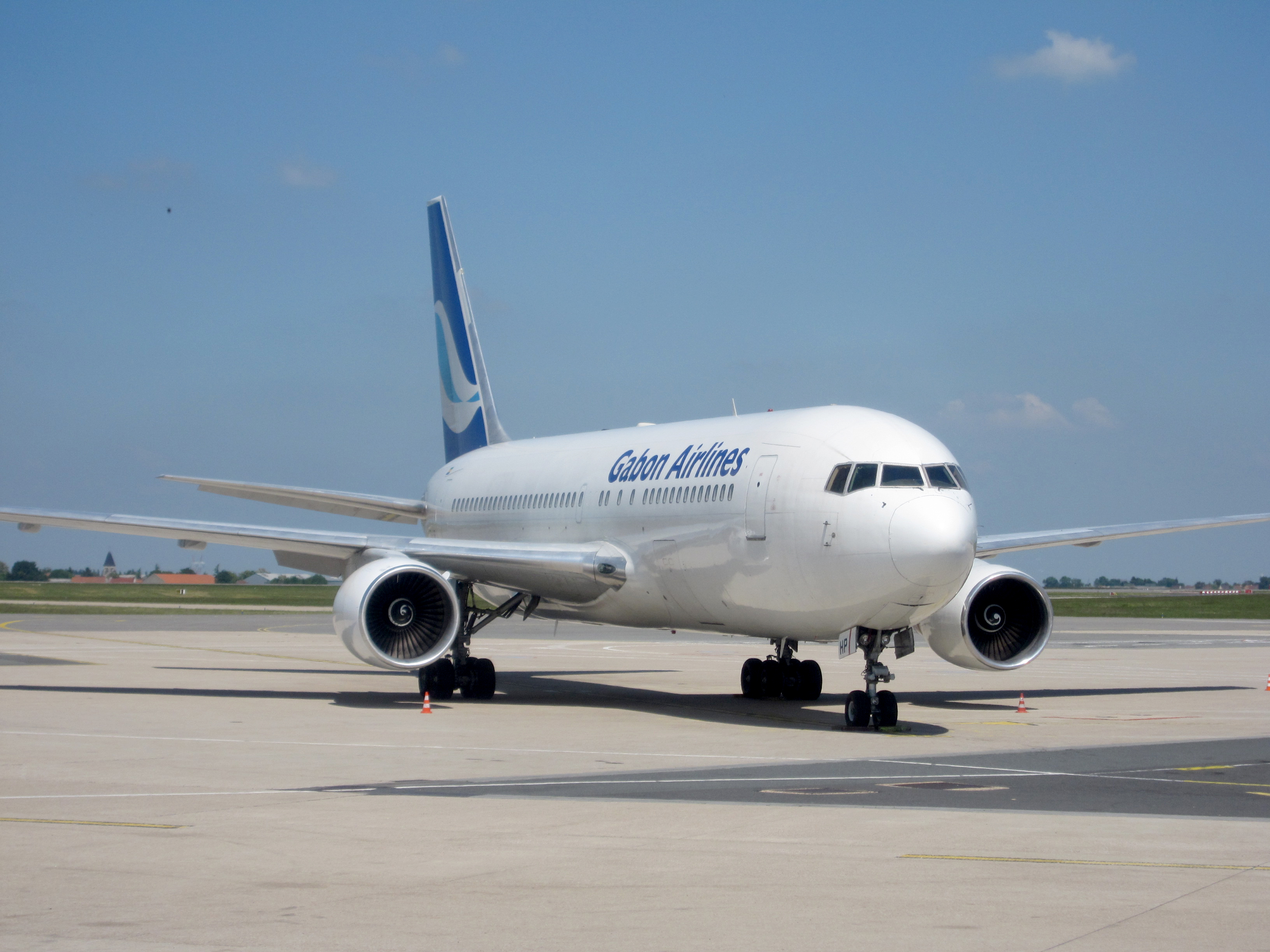
شرکت هواپیمایی گابن ایرلاینز

گابن ایرلاینز (انگلیسی: Gabon Airlines) شرکت هواپیمایی گابنی است، که در سال ۲۰۰۷ تأسیس شد.